# Чаруковский, Прохор Алексеевич
Прохор Алексеевич Чаруковский (1790, село Пологи, Киевское наместничество — 11 июня 1842, Санкт-Петербург) — русский терапевт, профессор Императорской медико-хирургической академии.

## Биография
С 1802 по 1810 г. учился в Черниговской духовной семинарии, с 1812 по 1816 год — в Императорской медико-хирургической академии. В 1816 г., окончив академию с золотой медалью, был оставлен в ней адъюнктом по кафедре физики и математики. В 1818—1822 гг. находился в заграничной командировке в Германии и Англии, совершенствовался в физиологии, патологии и терапии.
В 1822 г. был назначен адъюнкт-профессором терапии и ординатором Военно-сухопутного госпиталя, произведён в штаб-лекари. 19 января 1823 г. удостоен степени доктора медицины за диссертацию «De haemopthysi». С 1824 г. преподавал семиотику.
В 1825—1827 гг. — редактор журнала Императорского человеколюбивого общества. С 1828 г. — профессор клинической терапии. С 26 января 1829 года — ординарный профессор. В 1830—1837 гг. — учёный секретарь Академии.
Одновременно в 1828—1834 гг. — редактор Военно-медицинского журнала.
В 1837 г. вышел в отставку, не согласившись с назначенным ему переводом в Москву. Продолжал клиническую практику в Петербурге.

### Семья
Отец, дед и прадед происходили из дворян, были священниками.

Брат — Аким (1798—1848) — русский хирург, доктор медицины.

## Научная деятельность
Одним из первых в России и за границей понял значение семиотики и необходимости её преподавания как самостоятельного курса. В 1825 году издал первый учебник по общей семиологии, содержащий также сведения о перкуссии и аускультации, в связи с чем считается пионером введения этих методов в отечественной медицине.
Впервые в России ввёл использование стетоскопа при диагностике болезней органов груди; о применении стетоскопа написал статью (Воен.-мед. журн. — 1831. — Т. 11, № 1).

### Избранные труды
- Чаруковский П. А. Замечания на статью: Умозрительная физиология в отношении к практической медицине, д-ра Елиазара Смельского, помещённую в №6 Друга здравия, 1837 года и примечание к ней г. издателя. — СПб.: тип. И. Глазунова, А. Смирдина и К°, 1937. — 16 с.
- Чаруковский П. А. Общая патологическая семиотика, или учение о признаках болезней вообще. — СПб.: тип. Императорского Воспитательного дома, 1825. — 251 с.
- Чаруковский П. А. Опыт системы практической медицины. — Ч. 1-4. — СПб.: тип. Отдельного корпуса внутренней стражи, 1833-1840.
  - Ч. 1, содержащая общие острые болезни или горячки. — 1833. — 370 с.
  - Ч. 2, содержащая местные острые болезни или воспаления. — 1834. — 303 с.
  - Ч. 3, содержащая хронические болезни общие. — 1839. — 367 с.
  - Ч. 4, содержащая хронические болезни местные. — 1840. — 232 с.
- Чаруковский П. А. Иглоукалывание // Воен.-мед. журн. — 1828. — Т. 12, № 1.[2]